# Taraxella
Taraxella là một chi nhện trong họ Salticidae.